# 東京新聞杯
東京新聞杯（とうきょうしんぶんはい）は、日本中央競馬会（JRA）が東京競馬場で施行する中央競馬の重賞競走（GIII）である。
競走名の「東京新聞」は、中日新聞東京本社が発行する日刊紙。
正賞は中日新聞社賞。

## 概要
1951年に創設された5歳（現4歳）以上の馬による重賞競走「東京杯」が、本競走の前身。
創設当初は東京競馬場の芝2400mで天皇賞（春）の前後に行われていたが、1966年より現名称に変更、あわせて施行時期も1月下旬 - 2月上旬に繰り上げられた。その後、施行距離や施行場の度重なる変更を経て、1984年より東京競馬場の芝1600mに短縮。これにより、「安田記念」へ向けた春の古馬マイル路線に組み入れられ現在に至る。
外国産馬は1994年、外国馬は2005年、地方競馬所属馬は2020年からそれぞれ出走可能になった。

### 競走条件
以下の内容は、2025年現在のもの。
出走資格：サラ系4歳以上
- JRA所属馬
- 地方競馬所属馬（認定馬のみ、2頭まで）
- 外国調教馬（優先出走）

負担重量：別定
- 57kg、牝馬2kg減
  - 2024年2月3日以降のGI競走（牝馬限定競走を除く）1着馬3kg増、牝馬限定GI競走またはGII競走（牝馬限定競走を除く）1着馬2kg増、GIII競走（牝馬限定競走を除く）1着馬1kg増　
  - 2024年2月2日以前のGI競走（牝馬限定競走を除く）1着馬2kg増、牝馬限定GI競走またはGII競走（牝馬限定競走を除く）1着馬1kg増（2歳時の成績を除く）

### 賞金
2025年の1着賞金は4100万円で、以下2着1600万円、3着1000万円、4着620万円、5着410万円。

## 歴史
- 1951年 - 5歳以上の馬による重賞競走として「東京杯」（とうきょうはい）の名称で創設、東京競馬場の芝2400mで施行[7][6]。
- 1959年 - 負担重量をハンデキャップに変更[7][6]。
- 1966年 - 名称を「東京新聞杯」に変更[7]。
- 1981年 - 負担重量を別定に戻す[7][6]。
- 1984年 - グレード制施行によりGIII[注 1]に格付け。
- 1994年 - 混合競走に指定され、外国産馬が出走可能になる[2]。
- 1995年 - 積雪の影響でダート1600mに変更して施行したため、グレード外となる[2]。
- 2001年 - 馬齢表示の国際基準への変更に伴い、競走条件を「4歳以上」に変更[2]。
- 2005年 - 国際競走に変更され、外国調教馬が4頭まで出走可能となる[8]。
- 2007年 - 日本のパートI国昇格に伴い、外国調教馬の出走枠が8頭に拡大[10]。
- 2020年 - 特別指定交流競走に指定され、地方競馬所属馬が2頭まで出走可能になる[11]。
- 2021年 - 新型コロナウイルス感染拡大防止のため「無観客競馬」として実施[12]。
- 2023年 ‐ この年から負担重量を「グレード別定」に変更され、負担重量も57kg（牝馬2kg減）に変更された。

### 歴代優勝馬
コース種別を表記していない距離は、芝コースを表す。
優勝馬の馬齢は、2000年以前も現行表記に揃えている。
競走名は第15回まで「東京杯」、第16回以降は「東京新聞杯」。
| 回数   | 施行日        | 競馬場 | 距離        | 優勝馬             | 性齢 | タイム   | 優勝騎手   | 管理調教師 | 馬主                       |
| ------ | ------------- | ------ | ----------- | ------------------ | ---- | -------- | ---------- | ---------- | -------------------------- |
| 第1回  | 1951年4月22日 | 東京   | 2400m       | トサミドリ         | 牡5  | 2:30 2/5 | 田中康三   | 稗田虎伊   | 齋藤健二郎                 |
| 第2回  | 1952年5月18日 | 東京   | 2400m       | ミツハタ           | 牡4  | 2:29 2/5 | 渡辺正人   | 矢野幸夫   | 河野信一                   |
| 第3回  | 1953年3月29日 | 東京   | 2400m       | モリマツ           | 牡4  | 2:36 3/5 | 田中康三   | 福薗盛吉   | 森島秋松                   |
| 第4回  | 1954年3月28日 | 東京   | 2400m       | ハクリヨウ         | 牡4  | 2:30 2/5 | 保田隆芳   | 尾形藤吉   | 西博                       |
| 第5回  | 1955年5月15日 | 東京   | 2400m       | タカオー           | 牡4  | 2:30 1/5 | 古山良司   | 上村大治郎 | 高須銀次郎                 |
| 第6回  | 1956年5月13日 | 東京   | 2400m       | オートキツ         | 牡4  | 2:31 2/5 | 二本柳俊夫 | 大久保房松 | 川口鷲太郎                 |
| 第7回  | 1957年5月12日 | 東京   | 2400m       | ハクチカラ         | 牡4  | 2:32 2/5 | 保田隆芳   | 尾形藤吉   | 西博                       |
| 第8回  | 1958年5月3日  | 東京   | 2400m       | ミツル             | 牝5  | 2:29 4/5 | 野平祐二   | 尾形藤吉   | 永田雅一                   |
| 第9回  | 1959年5月10日 | 東京   | 2400m       | クリペロ           | 牡4  | 2:30.0   | 森安弘明   | 尾形藤吉   | 栗林友二                   |
| 第10回 | 1960年5月8日  | 東京   | 2400m       | コマツヒカリ       | 牡4  | 2:28.8   | 伊藤竹男   | 大久保房松 | エス・ケイ                 |
| 第11回 | 1961年5月3日  | 東京   | 2400m       | タカマガハラ       | 牡4  | 2:29.4   | 加賀武見   | 小西喜蔵   | 平井太郎                   |
| 第12回 | 1962年5月3日  | 東京   | 2400m       | トウコン           | 牡4  | 2:28.7   | 山岡忞     | 矢野幸夫   | 塩飽望                     |
| 第13回 | 1963年5月5日  | 東京   | 2400m       | アサマフジ         | 牝4  | 2:29.7   | 加賀武見   | 矢野幸夫   | 北野ミヤ                   |
| 第14回 | 1964年4月26日 | 東京   | 2400m       | ミオソチス         | 牝4  | 2:30.4   | 高松三太   | 川上武一   | 伊達政志                   |
| 第15回 | 1965年4月25日 | 中山   | 2400m       | ヤマドリ           | 牡4  | 2:29.5   | 森安弘明   | 森末之助   | 清水友太郎                 |
| 第16回 | 1966年2月6日  | 東京   | 2400m       | コレヒデ           | 牡4  | 2:28.9   | 保田隆芳   | 尾形藤吉   | 千明康                     |
| 第17回 | 1967年2月19日 | 東京   | 2400m       | セフトウエー       | 牡5  | 2:31.4   | 野平祐二   | 野平省三   | 鈴木晴                     |
| 第18回 | 1968年2月11日 | 中山   | 2200m       | オンワードヒル     | 牡5  | 2:16.1   | 牧野三雄   | 中村広     | 樫山純三                   |
| 第19回 | 1969年2月2日  | 東京   | ダート2100m | タケシバオー       | 牡4  | 2:09.5   | 保田隆芳   | 三井末太郎 | 小畑正雄                   |
| 第20回 | 1970年2月8日  | 東京   | ダート2100m | マスミノル         | 牡4  | 2:11.3   | 加賀武見   | 阿部正太郎 | 増山栄一                   |
| 第21回 | 1971年1月31日 | 東京   | 2000m       | トレンタム         | 牡4  | 2:02.4   | 坪井正美   | 二本柳俊夫 | 河野通                     |
| 第22回 | 1972年3月26日 | 中山   | 2000m       | アカネテンリュウ   | 牡6  | 2:07.3   | 星野信幸   | 橋本輝雄   | 関野栄一                   |
| 第23回 | 1973年2月4日  | 東京   | 2000m       | スガノホマレ       | 牡4  | 2:01.1   | 野平祐二   | 秋山史郎   | 菅原光太郎                 |
| 第24回 | 1974年2月3日  | 東京   | 2000m       | ユウシオ           | 牡4  | 2:02.1   | 郷原洋行   | 菊池一雄   | 碓氷勝三郎                 |
| 第25回 | 1975年2月2日  | 東京   | 2000m       | フジノパーシア     | 牡4  | 2:02.5   | 大崎昭一   | 柴田寛     | 真田繁次                   |
| 第26回 | 1976年2月8日  | 東京   | 2000m       | アグネスビューチー | 牝5  | 2:02.2   | 大崎昭一   | 稗田敏男   | 吉田権三郎                 |
| 第27回 | 1977年2月6日  | 東京   | 2000m       | トウフクセダン     | 牡4  | 2:02.2   | 宮田仁     | 大久保末吉 | 井上芳春                   |
| 第28回 | 1978年2月5日  | 東京   | 2000m       | スズサフラン       | 牝5  | 2:01.5   | 中島啓之   | 仲住芳雄   | 小紫芳夫                   |
| 第29回 | 1979年2月4日  | 中山   | 2000m       | メジロファントム   | 牡4  | 2:02.0   | 宮田仁     | 大久保洋吉 | 北野俊雄                   |
| 第30回 | 1980年2月3日  | 東京   | 2000m       | フジアドミラブル   | 牡4  | 2:02.4   | 中島啓之   | 見上恒芳   | 荒木栄一                   |
| 第31回 | 1981年2月1日  | 東京   | 2000m       | ドロッポロード     | 牡4  | 2:01.7   | 中野栄治   | 荒木静雄   | 瀧村修蔵                   |
| 第32回 | 1982年2月7日  | 東京   | 2000m       | モンテプリンス     | 牡5  | 2:00.8   | 吉永正人   | 松山吉三郎 | 毛利喜八                   |
| 第33回 | 1983年2月6日  | 東京   | 2000m       | タカラテンリュウ   | 牡4  | 2:02.1   | 嶋田功     | 佐々木亜良 | 原田さち子                 |
| 第34回 | 1984年2月5日  | 東京   | 1600m       | シンボリヨーク     | 牡5  | 1:37.6   | 中野栄治   | 保田隆芳   | シンボリ牧場               |
| 第35回 | 1985年2月3日  | 東京   | 1600m       | ドウカンヤシマ     | 牡5  | 1:35.4   | 大塚栄三郎 | 田中朋次郎 | （株）新井興業             |
| 第36回 | 1986年2月2日  | 東京   | 1600m       | ギャロップダイナ   | 牡6  | 1:35.0   | 柴崎勇     | 矢野進     | （有）社台レースホース     |
| 第37回 | 1987年2月8日  | 東京   | 1600m       | エビスジョウジ     | 牡6  | 1:35.1   | 坂井千明   | 相川勝敏   | 加藤友三郎                 |
| 第38回 | 1988年2月7日  | 東京   | 1600m       | カイラスアモン     | 牡4  | 1:34.7   | 安田富男   | 松山吉三郎 | （株）アモン               |
| 第39回 | 1989年2月5日  | 東京   | 1600m       | トウショウマリオ   | 牡4  | 1:35.6   | 柴田政人   | 奥平真治   | （株）トウショウ産業       |
| 第40回 | 1990年2月4日  | 東京   | 1600m       | ホクトヘリオス     | 牡6  | 1:34.6   | 柴田善臣   | 中野隆良   | （株）金森森商事           |
| 第41回 | 1991年2月3日  | 東京   | 1600m       | ホリノウイナー     | 牡4  | 1:33.9   | 武豊       | 武邦彦     | 堀内正男                   |
| 第42回 | 1992年2月9日  | 東京   | 1600m       | ナルシスノワール   | 牡6  | 1:34.4   | 菅原泰夫   | 田之上勲   | 粟田攻                     |
| 第43回 | 1993年2月7日  | 東京   | 1600m       | キョウワホウセキ   | 牝4  | 1:33.9   | 武豊       | 武邦彦     | 浅川吉男                   |
| 第44回 | 1994年2月6日  | 東京   | 1600m       | セキテイリュウオー | 牡5  | 1:33.6   | 田中勝春   | 藤原敏文   | （株）新元観光             |
| 第45回 | 1995年2月5日  | 東京   | ダート1600m | ゴールデンアイ     | 牡7  | 1:37.8   | 田中剛     | 柄崎孝     | 高橋賢一                   |
| 第46回 | 1996年2月4日  | 東京   | 1600m       | トロットサンダー   | 牡7  | 1:34.4   | 横山典弘   | 内藤一雄   | 藤本照男                   |
| 第47回 | 1997年2月2日  | 東京   | 1600m       | ベストタイアップ   | 牡5  | 1:33.7   | 岡部幸雄   | 松山康久   | 吉田照哉                   |
| 第48回 | 1998年2月8日  | 東京   | 1600m       | ビッグサンデー     | 牡4  | 1:34.2   | 蛯名正義   | 中尾正     | （有）ビッグ               |
| 第49回 | 1999年2月7日  | 東京   | 1600m       | キングヘイロー     | 牡4  | 1:33.5   | 柴田善臣   | 坂口正大   | 浅川吉男                   |
| 第50回 | 2000年1月30日 | 東京   | 1600m       | ダイワカーリアン   | 牡7  | 1:33.6   | 北村宏司   | 二ノ宮敬宇 | （株）大和商事             |
| 第51回 | 2001年1月30日 | 東京   | 1600m       | チェックメイト     | 牡6  | 1:34.2   | 藤田伸二   | 山内研二   | 深見富朗                   |
| 第52回 | 2002年1月27日 | 東京   | 1600m       | アドマイヤコジーン | 牡6  | 1:37.7   | 後藤浩輝   | 橋田満     | 近藤利一                   |
| 第53回 | 2003年2月2日  | 中山   | 1600m       | ボールドブライアン | 牡4  | 1:32.3   | 柴田善臣   | 藤沢和雄   | 小林英一                   |
| 第54回 | 2004年2月1日  | 東京   | 1600m       | ウインラディウス   | 牡6  | 1:33.0   | 田中勝春   | 藤沢和雄   | （株）ウイン               |
| 第55回 | 2005年1月30日 | 東京   | 1600m       | ハットトリック     | 牡4  | 1:33.7   | 武豊       | 角居勝彦   | （有）キャロットファーム   |
| 第56回 | 2006年1月28日 | 東京   | 1600m       | フジサイレンス     | 牡6  | 1:33.7   | 江田照男   | 田子冬樹   | 浅野恭秀                   |
| 第57回 | 2007年1月27日 | 東京   | 1600m       | スズカフェニックス | 牡5  | 1:32.7   | 武豊       | 橋田満     | 永井啓弍                   |
| 第58回 | 2008年2月2日  | 東京   | 1600m       | ローレルゲレイロ   | 牡4  | 1:32.8   | 藤田伸二   | 昆貢       | （株）ローレルレーシング   |
| 第59回 | 2009年1月31日 | 東京   | 1600m       | アブソリュート     | 牡5  | 1:36.9   | 田中勝春   | 宗像義忠   | 薗部博之                   |
| 第60回 | 2010年1月30日 | 東京   | 1600m       | レッドスパーダ     | 牡4  | 1:32.1   | 横山典弘   | 藤沢和雄   | （株）東京ホースレーシング |
| 第61回 | 2011年2月6日  | 東京   | 1600m       | スマイルジャック   | 牡6  | 1:32.5   | 三浦皇成   | 小桧山悟   | 齊藤四方司                 |
| 第62回 | 2012年2月5日  | 東京   | 1600m       | ガルボ             | 牡5  | 1:32.8   | 石橋脩     | 清水英克   | 石川一義                   |
| 第63回 | 2013年2月3日  | 東京   | 1600m       | クラレント         | 牡4  | 1:32.9   | 岩田康誠   | 橋口弘次郎 | 前田晋二                   |
| 第64回 | 2014年2月17日 | 東京   | 1600m       | ホエールキャプチャ | 牝6  | 1:33.2   | 蛯名正義   | 田中清隆   | 嶋田賢                     |
| 第65回 | 2015年2月8日  | 東京   | 1600m       | ヴァンセンヌ       | 牡6  | 1:35.7   | 福永祐一   | 松永幹夫   | （有）社台レースホース     |
| 第66回 | 2016年2月7日  | 東京   | 1600m       | スマートレイアー   | 牝6  | 1:34.1   | 吉田隼人   | 大久保龍志 | 大川徹                     |
| 第67回 | 2017年2月5日  | 東京   | 1600m       | ブラックスピネル   | 牡4  | 1:34.9   | M.デムーロ | 音無秀孝   | （有）サンデーレーシング   |
| 第68回 | 2018年2月4日  | 東京   | 1600m       | リスグラシュー     | 牝4  | 1:34.1   | 武豊       | 矢作芳人   | （有）キャロットファーム   |
| 第69回 | 2019年2月3日  | 東京   | 1600m       | インディチャンプ   | 牡4  | 1:31.9   | 福永祐一   | 音無秀孝   | （有）シルクレーシング     |
| 第70回 | 2020年2月9日  | 東京   | 1600m       | プリモシーン       | 牝5  | 1:33.0   | M.デムーロ | 木村哲也   | （有）シルクレーシング     |
| 第71回 | 2021年2月7日  | 東京   | 1600m       | カラテ             | 牡5  | 1:32.4   | 菅原明良   | 高橋祥泰   | 小田切光                   |
| 第72回 | 2022年2月6日  | 東京   | 1600m       | イルーシヴパンサー | 牡4  | 1:32.3   | 田辺裕信   | 久保田貴士 | 草間庸文                   |
| 第73回 | 2023年2月5日  | 東京   | 1600m       | ウインカーネリアン | 牡6  | 1:31.8   | 三浦皇成   | 鹿戸雄一   | （株）ウイン               |
| 第74回 | 2024年2月4日  | 東京   | 1600m       | サクラトゥジュール | 牡7  | 1:31.8   | R.キング   | 堀宣行     | （株）さくらコマース       |
| 第75回 | 2025年2月9日  | 東京   | 1600m       | ウォーターリヒト   | 牡4  | 1:32.6   | 菅原明良   | 河内洋     | 山岡正人                   |